# 日野西資忠

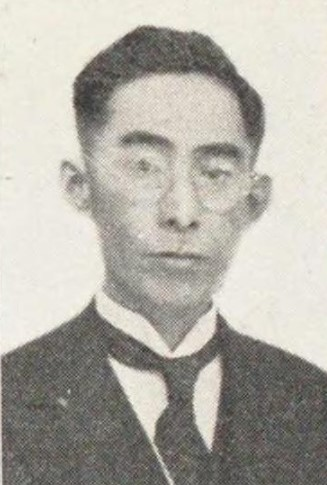
日野西資忠

日野西 資忠（ひのにし すけただ、1900年（明治33年）12月9日 - 1970年（昭和45年）11月7日）は、大正から昭和期の宮内官、政治家、華族。貴族院子爵議員。

## 経歴
侍従・日野西資博の長男として生まれ、父の死去に伴い、1942年（昭和17年）11月、家督を継承し、1943年（昭和18年）1月15日、子爵を襲爵した。
学習院を経て、1933年（昭和8年）、明治大学専門部法科を卒業した。
1926年（大正15年）殿掌に就任。その後、大礼使典儀官、寿工業書記などを務めた。
1946年（昭和21年）6月28日、貴族院子爵議員補欠選挙で当選し、研究会に所属し1947年（昭和22年）5月2日の貴族院廃止まで在任した。
1955年（昭和30年）11月18日、京都在住旧堂上会総代として御機嫌奉伺のため参内。昭和天皇に拝謁する

## 親族
- 祖父・日野西光善
- 父・日野西資博
- 母 広子（鳥尾小弥太長女）[1][8]
- 後妻 愛子（中村久兵衛長女）[1]
- 養子 光忠（愛子養子、叔父・日野西長輝孫）[1]（秋篠宮家宮務主管）
- 長男 資英（すけあきら、1929 - 1966）[1]
- 娘 光尊（旧名・公子、中宮寺門跡）[1]
- 叔母　薫子（父の妹。1879年生。宮中女官「山茶花の局」を務めたのち村井吉兵衛の後妻となる）